# Marky Mark and the Funky Bunch
Marky Mark and the Funky Bunch – amerykańska grupa muzyczna tworząca muzykę eurodance. Założona w 1989 roku. Najbardziej znana z piosenki "Good Vibrations" który w 1991 roku zajął pierwsze miejsce w Billboard Hot 100.

## Albumy
- 1991 Music for the People
- 1992 You Gotta Believe

## Single
- 1991 "Good Vibrations"
"Wildside"
- 1993 "I Need Money"
"Peace"
"You Gotta Believe"
"Gonna Have a Good Time"
- 1995 "No Mercy"
- 1996 "Hey DJ"